# 龐碧婷
龐碧婷女男爵，OM，PC（英語：Betty Boothroyd, Baroness Boothroyd，1929年10月8日—2023年2月26日），英國工黨政治家，1973年至1992年歷任下議院西布朗和西西布朗選區議員，其後於1992年至2000年出任下議院議長，是下院歷來首位和至今唯一一位擔任議長的女性。她卸任議長後按慣例獲冊封終身貴族，晉身上議院成為中立議員。